# FC Dinamo București
Fotbal Club Dinamo 1948 București, cunoscut sub numele de Dinamo București, pe scurt Dinamo, este un club de fotbal profesionist din București, România, care evoluează în prezent în SuperLiga României. Fondată în 1948 de către Ministerul Afacerilor Interne, echipa a debutat direct în prima divizie a României și a retrogradat pentru prima dată în anul 2022, după 74 de ani de prezență neîntreruptă în primul eșalon. După doar un an, pe 3 iunie 2023, a promovat înapoi în prima ligă.
Din punct de vedere al trofeelor, Dinamo are în palmares 18 titluri naționale, 13 Cupe ale României, 2 Supercupe ale României și o Cupă a Ligii. Este unul dintre cele două cluburi, alături de FCSB, care au reușit să câștige cel puțin 10 titluri naționale. În sezonul 1983–84, a devenit primul club românesc care a ajuns în semifinalele Cupei Campionilor Europeni, și singurul care a ajuns în semifinalele Cupei Cupelor, în sezonul 1989-90.
Culorile tradiționale de acasă ale lui Dinamo sunt alb și roșu, în timp ce stema actuală este o versiune modificată a celei adoptate în 1998. Echipa își dispută meciurile de pe teren propriu pe Stadionul Național Arcul de Triumf (pe durata lucrărilor de reconstruire a stadionului Dinamo) deși meciurile semnificative se joacă pe Arena Națională.
Istoria lui Dinamo a fost marcată de rivalitatea permanentă cu FCSB (meci intitulat Eternul derby sau Clasicul României), întâlnirile dintre cele două echipe de fotbal fiind considerate ca fiind cele mai importante meciuri ale anului.

## Istoria clubului
A luat ființă în mai 1948, când Unirea Tricolor București, o echipă din prima divizie, preluată în luna ianuarie a aceluiași an de Ministerul Afacerilor Interne, a fuzionat cu echipa Ciocanul București (fosta Maccabi București) din Divizia A. Până la finalul acelui campionat, cele două echipe din prima divizie s-au numit Dinamo A (Ciocanul) și Dinamo B (Unirea). Dinamo B a retrogradat la finalul stagiunii, iar, peste un an, când a reintrat în Divizia A, a fost mutată la Brașov, apoi la Cluj-Napoca, și, în final, la Bacău, punând bazele echipei FCM Bacău de mai târziu.

### Anii '50

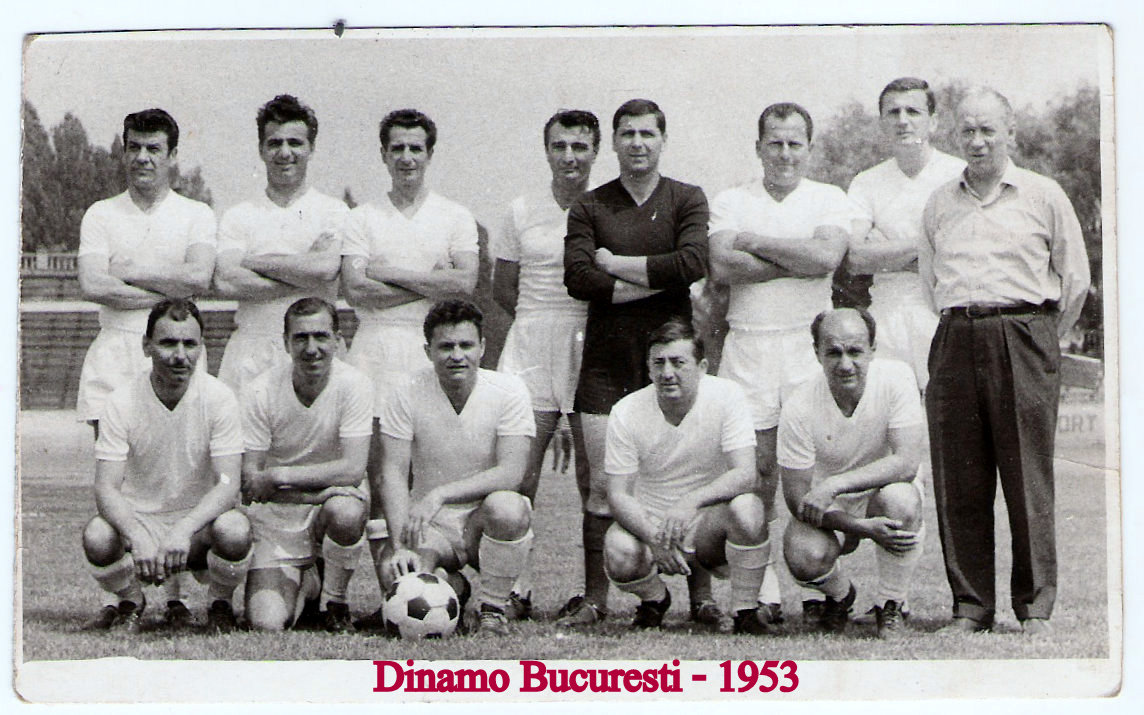
Dinamo București în sezonul 1953

În 1950, la Dinamo, vin Nicolae Nicușor Dumitru și Băcuț I. Urmează ani de cristalizare, primele roade culegându-se în 1951: Dinamo ocupă locul secund, având în componență jucători ca Alexandru Ene I, Suru, Szoko, Călinoiu, C. Marinescu.
La 14 octombrie 1951, are loc inaugurarea Stadionului „Dinamo”,, pe gazonul căruia alb–roșii aveau să obțină victorii de neuitat pentru suporterii lor. Partida inaugurală disputată pe stadionul „Dinamo” a fost Dinamo – Locomotiva Timișoara, încheiată cu victoria dinamoviștilor, 1-0. În 1952 și în 1953, dinamoviștii ocupă tot poziția a doua în clasament.Între timp la echipă ajunge un junior al lui Dinamo,care s-a apucat de fotbalul de performanță la vârsta de 17 ani și care după doar 1 an,la vârsta de 18 ani, intră în 11-le de bază al lui Dinamo,este vorba de Constantin Raica (extremă dreaptă și atacant),care a activat în echipă timp de trei ani, după care a fost transferat la Pitești, unde a făcut parte din noua echipă formată atunci, care s-a numit Dinamo Pitești și care după ce s-a lăsat de fotbal din cauza unei duble fracturi (tibie și peroneu), pe care a suferit-o la un amical cu Dinamo Tbilisi, a ajuns arbitru divizionar. În 1954, echipa mai coboară o treaptă (locul 3), dar ajunge în finala Cupei României, pierdută cu 0-2 în fața echipei Metalul Reșița. În același an, la Dinamo, sosesc Birtașu, Blujdea, Băcuț II, antrenor fiind Ștefan Dobay.

#### Primul titlu de campioană
În 1955, alb–roșii primesc prima cunună de campioni. Dinamo – cu Angelo Niculescu antrenor – impresionează, în special prin atac, format din Ene I, Neaga, și Suru. De asemenea, apărarea, cu jucători precum Băcuț I, Băcuț II, Szoko, Călinoiu, este cea mai bună din campionat (cu doar 19 goluri primite).
În toamna lui 1956, echipa debutează în Cupa Campionilor Europeni (înființată cu un an în urmă), fiind prima echipă românească participantă în cupele europene. În meciul de debut, la 26 august 1956, în fața a 32.000 de spectatori, Dinamo o învinge pe Galatasaray cu 3-1. Apoi, Dinamo pierde la Istanbul cu 1-2, dar obține prima calificare. Noutățile echipei au fost Utu, cei doi Anghel – Florian și Vasile -, în decursul anului mai venind Popa, Nunweiller III, R. Lazăr. În acel an, 1956, Dinamo a pierdut titlul național și avea să intre într-un con de umbră până în 1959, când ajunge la un punct de campioni; în schimb, cucerește Cupa României, după 4-0 cu Minerul Baia Mare. La Dinamo mai vin jucători precum: Varga, Szakács, Feodot, Bükkössy, Cosma, însă sezoanele următoare n-au fost pe măsură.

### Anii '60

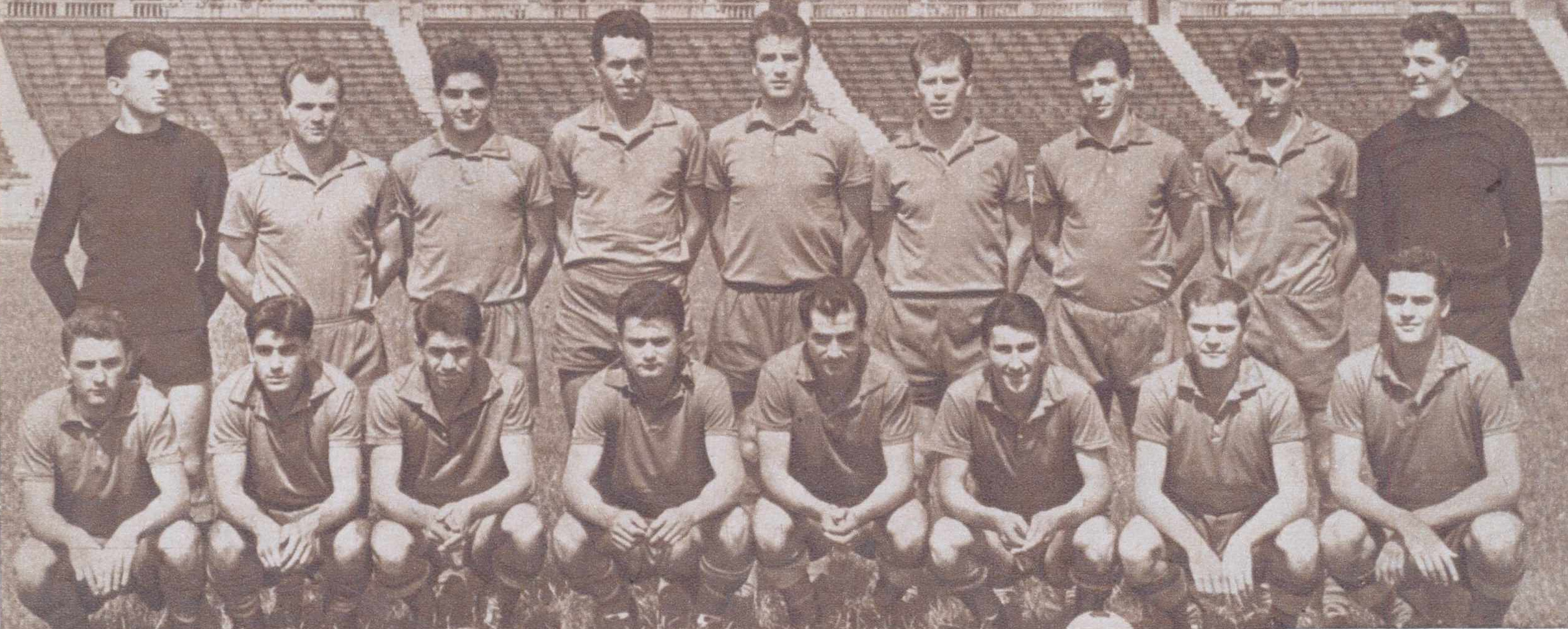
Echipa din 1963

În 1961, dinamoviștii obțin locul 2 și cu contribuția nou veniților: Nunweiller IV, Panait, Ivan, Stoenescu, Ene II, Țîrcovnicu, Eftimie, Sasu, Selymes, David (antrenori Traian Ionescu și Dumitru Nicolae „Nicușor”).
Dinamo obține al doilea titlu de campioană în 1962, când, în lot, mai apar Datcu, Ștefan, Unguroiu (antrenori Dumitru Nicolae „Nicușor” și Nedelescu). În 1963, Dinamo câștigă al treilea său titlu. Au mai venit: Pîrcălab, Gergely (Tr. Ionescu – Nicușor, cuplul de antrenori). Dinamo câștigă și Cupa României, în 1964, după 5-3 cu marea rivală Steaua (alte noutăți în lotul dinamovist fiind Radu Nunweiller, Octavian Popescu). Dinamo a jucat în Cupa Campionilor contra celebrului Real Madrid (1-3 la București), care i-a avut în teren pe Di Stefano și Gento. Meciul de la București a avut loc pe stadionul Stadionul „23 August”, și a stabilit un record de asistență pentru această arenă: 100.000 de spectatori. La Dinamo au mai venit P. Emil, Frățilă, Haidu.
În toamna lui 1964, în CCE, Dinamo mai întâlnește o echipă celebră – Internazionale Milano – care îi avea în teren pe Facchetti, Picchi, Jair, Mazzolla, Corso și Suarez, pierzând 0-6 și 0-1. În 1965, Dinamo obține un nou titlu de campioană și aduce alți noi jucători în lot: Mircea Lucescu și Grozea. În sezonul următor al Cupei Campionilor Europeni, Dinamo o reîntâlnește pe Inter Milano, de data aceasta reușind să o și învingă cu 2-1, acasă, dar pierde la Milano, cu 0-2.
În al 20-lea an de existență a clubului (1968), fotbaliștii de la Dinamo cuceresc o nouă Cupă a României (3-1 cu Rapid), avându-i pe Cornel Dinu, Naghi și Florea Dumitrache în teren, și pe Bazil Marian pe banca tehnică, toți aduși în 1966, în același an mai venind Nuțu, Daniel Ene, Vl. Marica. În premieră, la 13 noiembrie 1968, în Cupa Cupelor, Dinamo întâlnește un „team” englez, West Bromwich Albion, cu care a remizat în partida tur – 1-1, dar a pierdut cu 4-0 în retur, partide în care au jucat Boc și Sălceanu.
În 1969, dinamoviștii ocupă locul 2 în campionat și pierd în finala Cupei României. De altfel, 1969 a fost și anul calificării echipei României la Mondialul mexican din 1970, cu o importantă contribuție dinamovistă: Dinu, Boc, Deleanu, Gergely, Nunweiller VI, Dumitrache, Lucescu.

### Anii '70
În 1970, Dinamo a terminat doar pe locul 5 în campionat, iar în lot mai apar Cheran, Both, Al. Moldovan, Dobrău, G. Sandu (antrenori Nicușor Dumitru și Șt. Stănculescu). În toamna aceluiași acelui an, Dinamo o elimină pe Panathinaikos, în Cupa Orașelor Târguri, după 5-1 la general (5-0 și 0-1), pentru ca, apoi, să cedeze în fața lui FC Liverpool (cu un 1-1 acasă).
Au venit la alb-roșii Mustățea și Doru Popescu. Al șaselea titlu este câștigat în 1971, dar Dinamo pierde Cupa: 2-3 cu Steaua. Noutăți: Andrei, M. Constantinescu, P. Nicolae, Moț. În CCE, Dinamo reușește să elimine pe Spartak Trnava, echipa lui Dobiaș, Kuna și Adamec. Un nou jucător: Florian Dumitrescu. A urmat "dubla" cu Feyenoord-ul lui Israel și Van Hanegem: 0-3 și 0-2.
După o evoluție mai puțin apreciată în 1972, Dinamo revine în vârful ierarhiei în anul următor, cu Nelu Nunweiller și Gheorghe Timar antrenori. Noutăți în teren: Eftimescu, Batacliu, Custov, Lucuță, Vrînceanu, Dudu Georgescu. În CCE, Dinamo trece de nord-irlandezii de la Crusaders Belfast (1-0, 11-0 !), dar este eliminată de Atletico Madrid (0-2 și 2-2), echipa lui Capon, Irureta, Heredia și Ayala. La Dinamo, noutatea s-a numit Sătmăreanu II.
În anul următor, Dinamo joacă în Cupa UEFA și, după eliminarea turcilor de la Boluspor, ratează un succes de prestigiu în fața lui FC Köln, 1-1 și 2-3. Jucător nou: T. Zamfir.Al 7-lea titlu a venit doi ani mai târziu, în 1973, după un meci dubios, cu CFR Cluj, pe care a învins-o exact la diferența de goluri de care avea nevoie pentru a depăși Universitatea Craiova la golaveraj. Acest meci sus-amintit era un meci restanță, care s-a desfășurat după încheierea campionatului, când se știau toate rezultatele. Al 8-lea titlu datează din 1975, anul când Dudu Georgescu câștigă Gheata de aur cu 32 de goluri.
În 1976 în Cupa UEFA Dinamo joacă împotriva „monstrului sacru” - AC Milan - cu Fabio Capello și Collovatti în teren: 0-0 și 1-2. 1976-1977 este sezonul care aduce al 9-lea titlu și încă o Gheată de aur pentru Dudu Georgescu (47 goluri). În toamna lui 1977 în CCE, Dinamo câștigă un meci foarte disputat cu Atletico Madrid, cu 2-1, dar pierde la Madrid, 2-0.
În 1979, runda a doua în Cupa UEFA (după ce eliminase Alki Larnaca din Cipru) Dinamo este eliminată (cu ajutorul arbitrajului) de Eintracht Frankfurt, echipa lui Pezzey, Grabowski și Hölzenbein (2-0 și 0-3 în prelungiri).

### Anii de glorie: '80
Anii '81–'82: Cupa UEFA – sezonul acesta a adus multe victorii pentru Dinamo. Roș-albii au întâlnit Levski Spartak Sofia, echipa lui Sirakov și Iskrenov (3-0 și 1-2). În a doua rundă, o dublă terifiantă: Dinamo - Inter Milano (cu Bergodi, Bagni, Prohaska, Altobelli, Baresi, Oriali, Marini și Becallossi). La Milano a fost 1-1 (marcatori: Pasinato și Custov), iar la București – 3-2 pentru „câini”, în minutele de prelungire!. Dinamo e eliminată de echipa suedeză IFK Göteborg, care a și câștigat trofeul în final.
Al zecelea titlu național a fost obținut în 1982, când Dinamo a cucerit și Cupa după o victorie cu 3-2 contra lui FC Baia Mare. După 5 ani de absență, Dinamo reintră în CCE, întâlnind (și eliminând) Vålerenga Oslo. În următoarea fază, Dinamo avea să se confrunte cu o echipă puternică, cea a lui Vizek și Nehoda, Dukla Praga. Au câștigat acasă, cu 2-0, obținând calificarea la Praga: 1-2. Dinamo este eliminată de Aston Villa, clubul lui Bremmer, Cowans, Withe, Shaw și Morley. Al 11–lea titlu vine un an mai târziu, în 1983. Anii 1983–1984: sezonul începe cu retragerea lui Cornel Dinu, câștigător a 6 titluri de campion și 2 Cupe ale României, cu 454 meciuri în prima ligă și 75 în echipa națională. În același an Dinamo câștigă și al 12–lea titlu.
În toamna 1983–1984, Dinamo a făcut un pas mare în arena internațională. Campania „Cupa Campionilor Europeni” a început cu o echipă finlandeză, Kuusysi Lahti (1-0 și 3-0). În faza următoare Dinamo întâlnește campioana Europei, Hamburger SV - echipa lui Stein, Kalz și Magath. La București, Augustin, Mulțescu și Orac aduc o victorie istorică – 3-0. Returul a fost terifiant – 3-2 (goluri Țălnar și Mulțescu). Pentru a accede în semifinalele CCE, Dinamo avea de învins o altă echipă de top, și anume Dinamo Minsk, care îi avea pe Aleinikov, Zigmanatovici și Gurinovici în teren. În turul de la Minsk a fost 1-1 (Rednic egalând în minutul 87), urmând o victorie cu 1-0 la București (gol Augustin). Dinamo este prima echipă din România care a jucat semifinala CCE, unde a întâlnit cea mai bună echipă în acel sezon, Liverpool FC. Dinamo a pierdut cu 1-0 pe Anfield și cu 2-1 în București, în cele din urmă în acel an Liverpool câștigând trofeul.
În prima manșă a CCE, în toamna 1984, Dinamo întâlnea Omonia Nicosia: 4-1 și 1-2. Următorul meci s-a disputat împotriva lui Girondins Bordeaux (echipa lui Jean Tigana, Alain Giresse, Bernard Lacombe și Patrick Battiston), iar Dinamo a fost eliminată după 0-1 și 1-1.
În 1986 Dinamo a câștigat Cupa României împotriva Stelei (1-0). După o pauză de 18 ani, Dinamo joacă din nou în Cupa Cupelor, în toamna lui '86. Sezonul 1986–1987 a adus Gheata de Aur pentru Cămătaru (44 goluri).
În 1988, finala Cupei României a fost una specială. După ce jucătorii de la Steaua au părăsit terenul la scorul de 1-1, Dinamo a câștigat trofeul, dar, mai târziu, FRF (fiind presată și obligată de Partidul Comunist) a adjudecat meciul 2-1 pentru Steaua. Dar după Revoluția din '89, Steaua a returnat trofeul lui Dinamo, care a refuzat să îl mai primească, astfel, Cupa României din acel sezon nu se află în palmaresul niciuneia dintre echipe.
În sezonul 1988–1989 al Cupei UEFA, Dinamo a eliminat din nou echipa finlandeză Kuusysi Lahti cu 3-0. Următoarea victimă au fost scoțienii de la Dundee United: 1-0 și 1-1. Apoi, dinamoviștii au ratat calificarea în semifinale după ce au pierdut din cauza golului primit pe teren propriu, 0-0 și 1-1 în dubla cu Sampdoria Genova.

### Anii '90
Sezonul 1989–1990 al Cupei Cupelor aduce noi succese. Dinamo întâlnește o echipă din Albania, Dinamo Tirana, pe care o și elimină, după 0-1 și 2-0. Următoarea adversară a fost campioana Greciei, Panathinaikos, zdrobită cu 2-0 și 6-1. În sferturile de finală, au întâlnit pe Partizan Belgrad (cu Mijatovici pe teren), eliminându-i cu 2-1 și 2-0. După 6 ani de pauză, Dinamo joacă o nouă semifinală europeană, de data aceasta contra lui Anderlecht Bruxelles, pierzând ambele manșe cu 1-0.
În vara anului 1990, Dinamo – cu Mircea Lucescu ca antrenor – câștigă un nou campionat, al 13–lea, dar și Cupa României, împotriva Stelei, cu un scor surprinzător: 6-4. Noul sezon CCE începe cu eliminarea echipei irlandeze St. Patrick's Athletic (4-0 și 1-1). Dinamo este eliminată în faza a doua de FC Porto.
În sezonul 1991–1992 al Cupei UEFA, Dinamo întâlnește Sporting Lisabona, echipa lui Luís Figo, calificându-se după 0-1 și 2-0. În următoarea fază Dinamo este eliminată de Genoa 1893: 1-3 și 2-2.
În 1992, al 14–lea titlu a fost adăugat în palmaresul lui Dinamo. A fost un sezon remarcabil, cu 34 de meciuri și nicio înfrângere.

### Deceniul 2000-2010

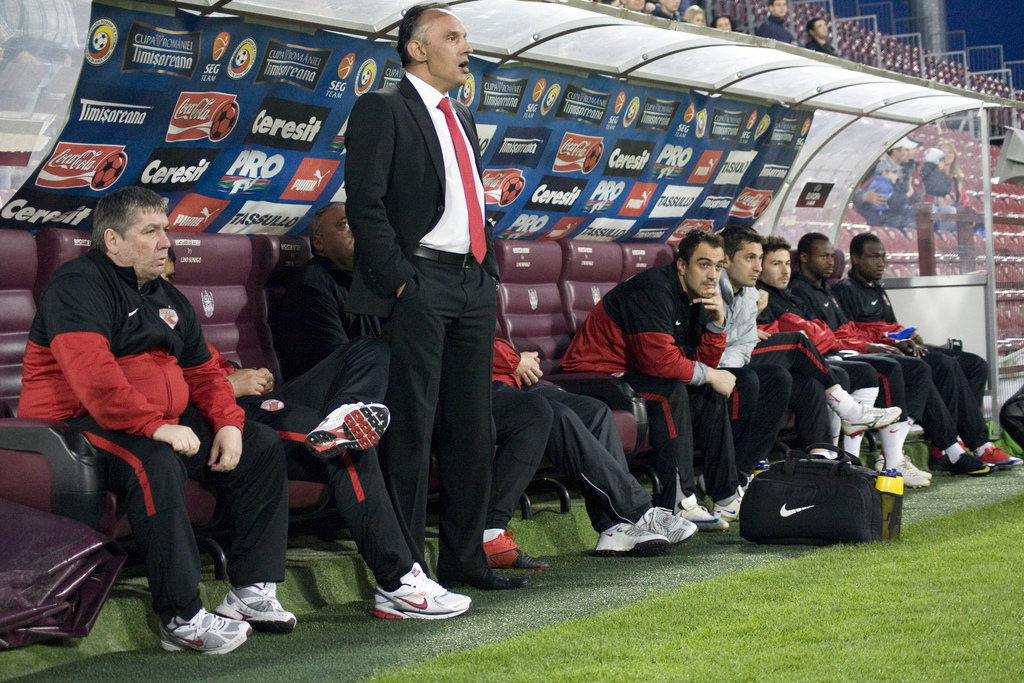
Banca de rezerve la meciul din Cupa României 2009-2010 cu CFR Cluj.

Noul mileniu începe perfect pentru Dinamo, care reușește eventul în 2000. De altfel, între 2000 și 2005, Cupa României devine Cupa Dinamo, trofeul poposind de cinci ori din șase ocazii în vitrina alb-roșiilor.
Liga Campionilor rămâne însă visul neîmplinit pentru Dinamo. După titlul cucerit în 2004, Dinamo are ghinion în preliminariile Ligii, unde întâlnește pe Manchester United. Deși a condus în prima manșă, disputată la București pe Stadionul Național umplut la maxim cu peste 60000 de spectatori, Dinamo a părăsit terenul învinsă cu 2-1. Returul a adus o înfrângere și mai drastică pentru bucureșteni, 0-3.
Un an mai târziu, în 2005, Dinamo întâlnește o altă echipă englezească, Everton, ocupanta poziției a patra în stagiunea precedentă a Premier League pe care o spulberă la București cu 5-1, și pierzând cu 0-1 la Liverpool, pe Goodison Park. Succesul aduce calificarea în premieră a echipei în grupele Cupei UEFA. În această fază, Dinamo realizează un egal, 0-0, cu Heerenveen (echipa lui Klaas Jan Huntelaar), reușește să învingă deținătoarea trofeului, ȚSKA Moscova cu 1-0, dar pierde în minutul 93 la Sofia cu Levski. Pentru a ajunge în primăvara europeană avea nevoie de o remiză cu Olympique de Marseille. Pe Stade Vélodrome, dinamoviștii au pierdut cu 2-1 în fața francezilor, deși înscriseseră golul de 2-2 prin Octavian Chihaia, dar arbitrul nu a validat golul pentru că a fost înscris la o secundă după expirarea celor patru minute de prelungiri.
În toamna lui 2006 noul antrenor Mircea Rednic preia echipa și face niște schimbări inspirate, câștigă 13 meciuri consecutive în campionat, printre care cele cu marile rivale (1-0 cu Steaua și 3-1 cu Rapid), dar și împotriva altor echipe importante și de tradiție, 3-1 cu Poli Timișoara, sau 4-0 la Craiova împotriva Universității, iar în retur își continuă marșul triumfal, reușind să învingă și în deplasare rivalele Steaua - cu 4-2 și Rapid - cu 4-1. În sezonul 2006-2007 al Cupei UEFA, Dinamo ajunge pentru a doua oară consecutiv în grupe, unde învinge pe Beşiktaş Istanbul cu 2-1, pe Bayer Leverkusen cu 2-1, remizează 1-1 cu FC Bruges și pierde cu 3-1 în fața lui Tottenham Hotspur, într-un meci în care alb-roșii erau deja calificați în șaisprezecimile de finală (și în primăvara europeană, după 17 ani). În această fază a competiției, Dinamo a întâlnit pe Benfica Lisabona, care i-a eliminat pe români după 1-0 la Lisabona și 2-1 la București.
Dinamo a câștigat cel de-al 18-lea titlu de campioană a României, în sezonul 2006-2007, după ce a terminat pe primul loc, la șase puncte de marea rivală, Steaua. Campioana României se putea califica direct în grupele Ligii Campionilor în sezonul 2007-2008 dacă Manchester United sau Chelsea Londra ar fi câștigat această competiție în sezonul 2006-2007, însă AC Milan s-a încununat campioana Europei, iar dinamoviștii trebuiau să se mulțumească doar cu Turul III preliminar, ultimul înainte de grupe. Au urmat pentru Dinamo trei sezoane modeste, atât pe plan intern, cât și în cupele europene.
În următorul sezon, 2007-2008, Dinamo, calificată în Turul III preliminar al Ligii Campionilor, a întâlnit ocupanta locului 3 în Italia în sezonul 2006-2007, Lazio Roma. După 1-1 la Roma, returul s-a jucat pe Stadionul Național „Lia Manoliu” în fața a 50000 de spectatori, iar Dinamo a pierdut cu 1-3, după ce a condus cu 1-0 la pauză. Deși eliminați de Lazio, dinamoviștii, căzuți în Turul 1 al Cupei UEFA, aveau mari speranțe de calificare în faza grupelor, tragerea la sorți punându-le în cale ocupanta locului 4 în sezonul 2006-2007 al Campionatului Suediei: Elfsborg, dar campionii au fost eliminați după 1-2 la București și o victorie cu 1-0 în Suedia, care însă nu a fost suficientă pentru calificare, iar Dinamo era out din Europa. Sfârșitul sezonului 2007-2008 îi prinde pe dinamoviști doar pe locul 4 în campionat, la 15 puncte de campioana CFR Cluj.
Sezonul 2008-2009: poziția a 4-a i-a adus lui Dinamo calificarea în Play-Off-ul Europa League, noua denumire a Cupei UEFA, dar are din nou parte de o aventură scurtă în cupele europene, fiind eliminată de o debutantă în Europa, NEC Nijmegen, locul 8 în campionatul olandez în sezonul 2007-2008, după 0-1 la Nijmegen și 0-0 la București și Dinamo își ia adio prematur din Europa pentru încă un sezon.. Dinamo termină acest sezon pe locul 3 în campionat, la cinci puncte în spatele campioanei Unirea Urziceni.
Abia în sezonul 2009-2010, alb-roșii au revenit în grupele celei de-a doua competiții europene. În turul preliminar, Dinamo a înfruntat echipa cehă Slovan Liberec. Prima manșă a fost un coșmar pentru câinii roșii, care au pierdut cu 0-2 după un meci întrerupt în minutul 88, deoarece fanii dinamoviști au rupt gardurile de protecție și au intrat pe teren. În urma incidentelor, Dinamo a fost penalizată cu meci pierdut la masa verde (0-3), amendă de 50.000 de euro și trei jocuri pe teren propriu cu porțile închise. În returul de la Liberec, Dinamo a făcut un meci istoric, reușind să câștige cu 3-0 în primele 90 de minute, după care a învins cu 9-8 la loviturile de departajare, fiind prima echipă din istoria cupelor europene care reușește să se califice în deplasare după un meci pierdut acasă la masa verde. Participarea în grupe nu a fost răsunătoare pentru Dinamo care a obținut doar două victorii, ambele cu Sturm Graz (1-0 și 2-1), fiind învinsă de celelalte două adversare, Galatasaray Istanbul (0-3 și 1-4) și Panathinaikos Atena (0-1 și 0-3). Dinamo a ocupat un modest loc 6 la sfârșitul sezonului, la 16 puncte în spatele primului loc, ocupat de CFR Cluj.

### Deceniul 2010-2020
Sezonul 2010-2011: în Europa League, Dinamo a reușit să câștige în dublă manșă al doilea tur preliminar contra moldovenilor de la Olimpia Bălți, 2-0 și 5-1, însă este din nou eliminată prematur, în al treilea tur preliminar de către vicecampioana Croației, Hajduk Split, pe care a învins-o în prima manșă cu 3-1, dar pierdut cu 0-3 în retur. Dinamo încheie campionatul, pentru a doua oară consecutiv, pe un dezamăgitor loc 6, la 14 puncte în urma campionilor de la Oțelul Galați, dar beneficiază de retrogradarea vicecampioanei Poli Timișoara și urcă pe a 5-a poziție a clasamentului.
Sezonul 2011-2012 aduce din nou dezamăgiri pe plan european pentru dinamoviști, care, după ce îi elimină în al treilea tur preliminar al Europa League pe croații de la NK Varaždin (2-2 în Ștefan cel Mare și 2-1 la Varaždin), ies din nou din competițiile continentale încă din Play-Off, eliminați fiind de un adversar considerat accesibil, ucrainenii de la Vorskla Poltava, după o dublă înfrângere: 1-2 în Ucraina și 2-3 în „Groapă”. Dinamo termină turul campionatului pe primul loc, la un punct distanță de ocupanta poziței secunde, CFR Cluj. Urmează un retur deosebit de slab, în care Dinamo înregistrează eșec după eșec, și după ce a dominat turul de campionat, terminându-l pe prima poziție, echipa alb-roșie termină pe un dezamăgitor loc 5, salvând sezonul cu câștigarea celei de a 13-a Cupe a României din palmares, după victoria în finală cu 1-0 în fața Rapidului, și cu câștigarea Supercupei României, a doua din istorie, în fața campioanei CFR Cluj, după 2-2 în primele 120 de minute și 4-2 la lovituri de departajare.
Sezonul 2012-2013 aduce o Dinamo care a reușit să obțină de la clubul FC Barcelona acceptul pentru desfășurarea unui amical de prezentare a echipei Dinamo, amical terminat cu victoria catalanilor cu 2-0. Dinamo pierde cu 2-1 în fața echipei CFR Cluj, și nu s-a calificat în semifinala Cupei României după ce în sezonul precedent a câștigat Cupa. În Europa League iese din competiție cu prima echipă ieșită în cale, Metalist Kharkiv, după un 0-2 acasă și un meci pierdut în deplasare scor 2-1. Sfârșitul turului de campionat găsește echipa dinamovistă pe un neverosimil loc 7, la 29 de puncte în spatele liderului Steaua București — după meciurile pierdute cu CFR, 1-0, Vaslui 1-0, Steaua 3-1. În clasamentul cluburilor alcătuit de UEFA în 2013, în urma rezultatelor slabe din precedentele cinci sezoane, echipa dinamovistă se clasa pe locul 128 în urma altor echipe românești precum FC Steaua locul 63, CFR Cluj locul 67, FC Unirea Urziceni locul 114 (echipă care nu mai există).
În 2013, omul de afaceri Ionuț Negoiță a devenit acționar majoritar și a început o serie de reorganizări. Un an mai târziu însă, clubul avea datorii mari și Negoiță a cerut insolvența clubului, ceea ce a făcut ca echipa să nu poată participa în competițiile europene în sezoanele 2014–2015 și 2015–2016.
Pe 24 septembrie 2015, Tribunalul București a decis că Dinamo îndeplinește criteriile pentru ieșirea din insolvență. Însă deoarece decizia a venit prea târziu pentru a putea fi înregistrată la UEFA, Dinamo nu a putut juca în cupele europene în sezonul 2016-17, deși a încheiat pe locul 4 în campania anterioară.
În sezonul 2016-17 al Ligii I, Dinamo a ocupat locul trei, astfel că a revenit în competițiile continentale în 2017, înfruntând pe Athletic Bilbao în turul trei preliminar al Ligii Europa. În prima manșă, la București, scorul a fost 1-1, Rivaldinho marcând golul lui Dinamo. Spaniolii s-au impus în retur cu 3-0 și au mers mai departe.
În următoarele trei sezoane, Dinamo nu a mai obținut calificarea în play-off-ul Ligii I, luptând astfel pentru evitarea retrogradării.

### 2020-prezent

Diagrama pozițiilor anuale ale lui Dinamo din 1948 și până în prezent.

La 13 august 2020, Ionuț Negoiță a vândut partea sa de acțiuni către Benel International SA, o companie spaniolă reprezentată de Pablo Cortacero. Noii proprietari au investit imediat o mică sumă de bani și au făcut câteva transferuri, însă ulterior au dispărut și nu au mai adus bani la club care a fost susținut doar de către grupul suporterilor, uniți în Programul DDB (Doar Dinamo București). Apăsați de grija financiară, rezultatele au început să scadă. La finalul sezonului regular, echipa termina doar pe poziția 14 din 16 cu 27 de puncte acumulate în 30 de meciuri. În play-out, Câinii au început la fel de prost și se aflau pe loc retrogradabil cu șase etape înainte de finalul sezonului. Urmează însă o evoluție miraculoasă și Dinamo câștigă următoarele 5 jocuri, iar în ultima etapă face egal. Echipa a terminat sezonul cu 3 puncte peste locurile de baraj pentru promovarea/menținerea în prima ligă.
In 20 Aprilie 2022, Nicolae Badea a trimis o cerere de schimbare a numelui si emblemei echipei de fotbal aflate in Liga 1 la acel moment. Drepturile pentru "FC Dinamo" si emblema clubului sunt detinute de omul de afaceri Nicolae Badea. Conducerea a decis ca probabil noul nume folosit de echipa va fi "Dinamo 1948", aflata in prezent in Liga 2. In aceeasi zi, conducerea clubului, a decis sa posteze pe pagina de Facebook a echipei de fotbal un concurs pentru sigla echipei (in scopul vanzarilor de tricouri), 5 variante au fost alese si a fost alesa varianta a 5-a pentru sigla de pe tricourile vandute de noua societate.
În 26 iunie 2021, Dinamo a intrat pentru a doua oară în istoria clubului în procedura de insolvență.
La 29 mai 2022, Dinamo a retrogradat pentru prima dată în istoria clubului. Echipa a pierdut dezamăgitor barajul de menținere/promovare contra formației Universitatea Cluj, scor 3-1 la general, echipă cu care suporterii dinamoviști (n.r. Universitatea Cluj) au o prietenie lungă de mulți ani. Recordul lui Dinamo de menținere pe prima scenă a fotbalului românesc sub aceeași identitate este absolut, și anume de 74 de ediții neîntrerupte încă de la înființarea sub numele de Dinamo București.
Pe 8 august 2022, Dinamo urmează să debuteze pentru prima oară într-o ligă inferioară, și anume Liga 2, contra echipei Progresul Spartac.
Pe data de 24 februarie Lotus Perfect Products SRL, a cedat pachetul majoritar de acțiuni către Red&White 2022 Management SRL, firmă înființată special de către noul patronaj al lui Dinamo pentru a prelua acțiunile.
La 3 iunie 2023, după doar un sezon petrecut în al doilea eșalon fotbalistic al României, Dinamo a promovat înapoi în SuperLiga României, după barajul de promovare/menținere contra echipei FC Argeș, scor 8-5 la general în favoarea ”câinilor roșii”.

## Stadion

### Stadionul Dinamo

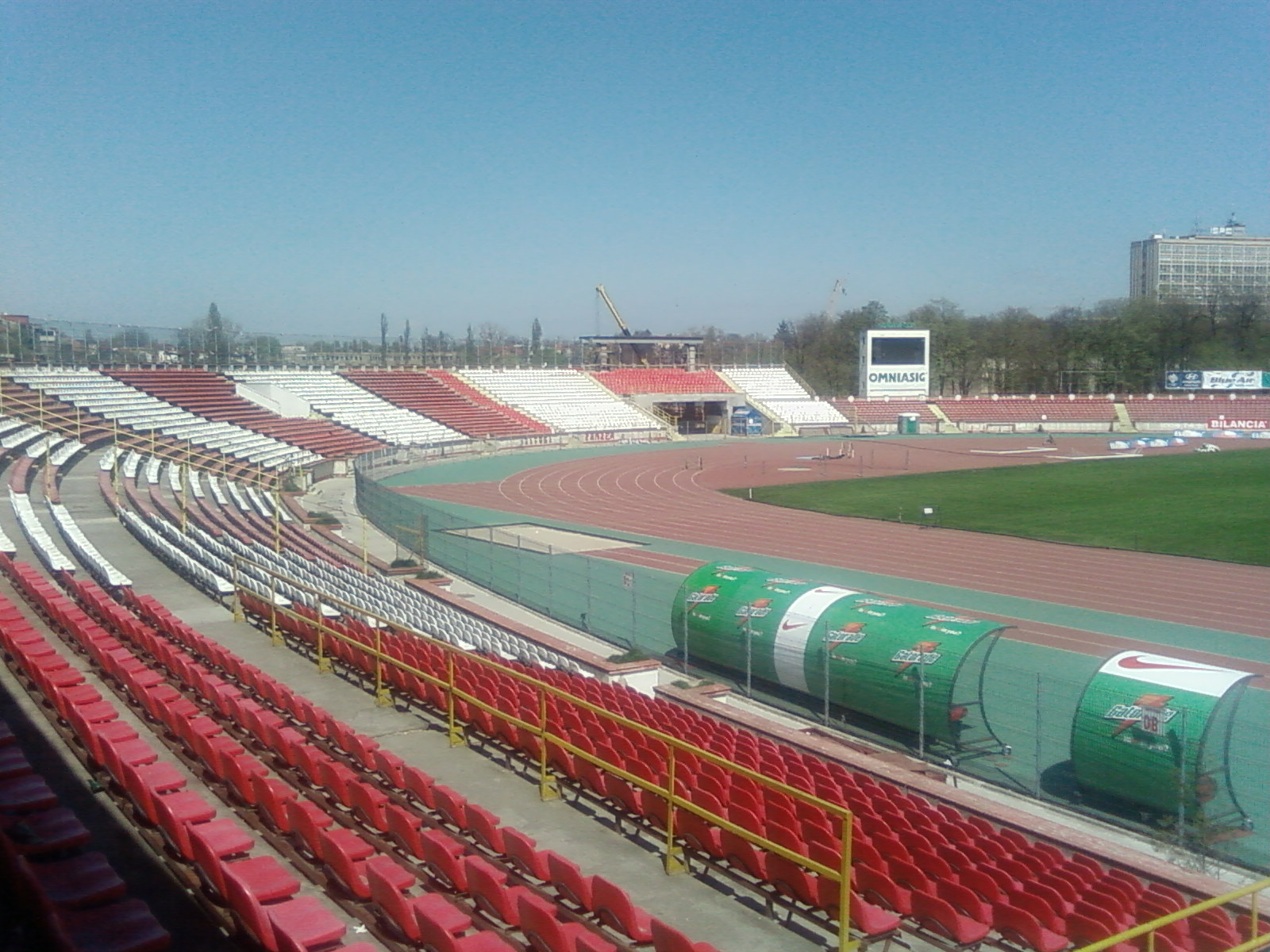
Stadionul Dinamo(1951-2022)

Stadionul „Dinamo” este o arenă aflată în proprietatea Ministerului de Interne, pe care echipa Dinamo București își dispută toate meciurile de acasă. Stadionul, aflat pe Șoseaua Ștefan cel Mare, în centrul orașului București, are o capacitate de 15.032 de locuri și este poreclit „Groapa”; de asemenea, face parte din Complexul Sportiv „Dinamo”, care mai include un stadion de fotbal cu o capacitate de 2.000 de locuri, numit Stadionul „Florea Dumitrache”, folosit de echipa de rugby a clubului, un teren sintetic de antrenament, dar și un velodrom, o sală de sport cu o capacitate de 2.500 de locuri folosită de echipele de handbal și volei, precum și un bazin de înot. Stadionul a fost inaugurat în anul 1951, primul meci susținut aici de Dinamo fiind împotriva echipei Locomotiva Timișoara. Ultimul meci jucat de Dinamo pe acest stadion a fost cu Universitatea Cluj, la 29 mai 2022, încheiat 1-1, meci care a consfințit retrogradarea lui Dinamo pentru prima dată din Liga I. Ulterior, Stadionul Dinamo nu a mai putut fi folosit de Dinamo în Liga II, nefiind conform standardelor competiționale. Arena urmează să intre în proces de demolare, pe același loc urmând să fie ridicată o altă arenă. Pânâ când Dinamo va reveni în „Complexul Dinamo”, meciurile de pe teren propriu au fost disputate la Clinceni și Giurgiu, apoi din noiembrie 2022 pe Stadionul Arcul de Triumf, iar derbiurile pe Arena Națională.

### Noul stadion Dinamo

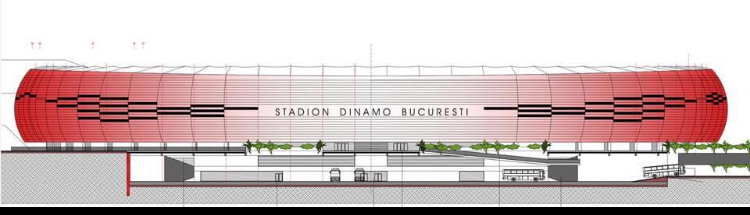
Noul Stadion Dinamo

Finanțarea noului stadion Dinamo a fost aprobată de Ministerul Dezvoltării la 28 noiembrie 2023. Arena va costa 170 de milioane de euro și va avea o capacitate de 25.059 de locuri.
Conform CNI, lucrările la stadionul Dinamo vor dura între 18 și 24 de luni, astfel că stadionul ar trebui să fie inaugurat în anul 2026. Ședința Guvernului României privind aprobarea indicatorilor tehnico-economici și asumarea finanțării noii arene reprezintă ultimul pas înaintea demolării propriu-zise a bătrânului stadion Dinamo.
Noul stadion Dinamo va avea:
- propria parcare pentru publicul VIP, cu până la 200 locuri
- spații încăpătoare pentru echipe, cu patru vestiare, două săli de încălzire, spații pentru staff-ul tehnic, oficiali și organizatori
- o boxă generoasă pentru presă
- spații pentru publicul VIP, incluzând 12 loje, spațiu de ospitalitate de minimum 400 mp, separeuri și restaurant
- spații pentru spectatorii cu dizabilități
- tribunele vor fi integral acoperite, iar locurile vor avea o bună vizibilitate către teren

### Arena Națională
Dinamo dispută unele meciuri mai importante (precum derbiurile cu FCSB) pe Arena Națională, stadion cu capacitatea de 55.600 locuri, aflat în Complexul Sportiv „Lia Manoliu”. Stadionul a fost finalizat în anul 2011, fiind inaugurat la data de 6 septembrie 2011, cu ocazia partidei dintre naționala României și naționala Franței, contând pentru preliminariile EURO 2012. La fel ca în meciurile de pe „Dinamo”, galeria alb–roșiilor este cantonată în peluza nordică a arenei, denumită de dinamoviști Peluza Cătălin Hâldan, după numele unui fost jucător al clubului, decedat pe terenul de fotbal la vârsta de 24 de ani.

## Suporteri
Suporterii au fost cei care au ținut clubul in viața, creând primul proiect socios din Romania, ei pot contribui prin Programul DDB (Doar Dinamo București) cu 48€ (Membru), 576€ (Membru Premium), 1948€ (Membru Elite) sau 19.480€ (Membru Elite Premium).
Din punct de vedere al statisticilor, Dinamo este susținută de cei mai mulți suporteri prezenți pe stadion. Primele grupuri organizate ale fanilor dinamoviști au apărut în 1995, în Peluza Nord a stadionului, luând denumiri precum Dracula sau Rams Pantelimon. La 1 august 1996, a fost înființată gruparea intitulată Nuova Guardia care a împrumutat de la galeriile italiene coregrafiile și show-ul din tribune. În timp, o parte dintre susținătorii echipei s-au mutat de la Peluza Nord (devenită Peluza Cătălin Hildan), și își susțin favoriții de la Peluza Sud.
Suporterii din Peluza Cătălin Hîldan sunt recunoscuți pentru spectacolul din tribune, în special pentru coregrafiile unice atât în România, cât și în Europa.